# 未完滿的婚配
未完滿的婚配，在天主教《教会法》中的術語為已準予但未完滿（英語：ratum sed non consummatum）、已準予且未完滿（英語：ratum et non consummatum）。如果舉行婚姻慶典（準予），但配偶尚未進行性交（完滿），則該婚姻被稱為未完滿的婚配。教廷法院的審裁處有排他的權限，可以免除那些只有“正當理由”才能授予的非完滿婚姻，這個過程不應與宣布婚姻無效的過程混淆，這是在1983年《教会法》一個單獨標題中處理的。